# Franco Casuriaga
Franco Nahuel Casuriaga Leiva (Montevideo, 10 aprile 2005) è un calciatore uruguaiano, centrocampista del Cerrito.

## Carriera

### Club
Casuriaga è cresciuto nel settore giovanile del Rampla Juniors, con cui ha debuttato il 9 luglio 2023 nell'incontro di Segunda División pareggiato 1-1 contro il Rentistas.

### Nazionale
Nel 2024 ha debuttato con l'Uruguay Under-20.

## Statistiche

### Presenze e reti nei club
Statistiche aggiornate al 3 maggio 2024.
| Stagione        | Squadra         | Campionato      | Campionato | Campionato | Coppe nazionali | Coppe nazionali | Coppe nazionali | Coppe continentali | Coppe continentali | Coppe continentali | Altre coppe | Altre coppe | Altre coppe | Totale | Totale | Totale |
| Stagione        | Squadra         | Comp            | Pres       | Reti       | Comp            | Pres            | Reti            | Comp               | Pres               | Reti               | Comp        | Pres        | Reti        | Pres   | Reti   |        |
| --------------- | --------------- | --------------- | ---------- | ---------- | --------------- | --------------- | --------------- | ------------------ | ------------------ | ------------------ | ----------- | ----------- | ----------- | ------ | ------ | ------ |
| 2023            | Rampla Juniors  | SD              | 7          | 0          | CU              | 2               | 0               |                    | -                  | -                  |             | -           | -           | 9      | 0      |        |
| 2024            | Rampla Juniors  | PD              | 4          | 0          | CU              | 0               | 0               |                    | -                  | -                  |             | -           | -           | 4      | 0      |        |
| Totale carriera | Totale carriera | Totale carriera | 11         | 0          |                 | 2               | 0               |                    | -                  | -                  |             | -           | -           | 13     | 0      |        |